# Ace Enders
Arthur Ace Enders (nascido em 19 de abril de 1982, em Hammonton, Nova Jersey) é um músico norte-americano. Enders é o vocalista e guitarrista da banda The Early November. Ele também é o músico principal, compositor e co-produtor de sua banda. Ele também lançou músicas sob o nome Ace Enders and Million Different People.

## Biografia

### Introdução a música e The Early November
Começou a tocar guitarra inspirado em seu padrasto, Robert Gazzara. Enders aprendeu sozinho como tocar a guitarra de seu padrasto. Em fevereiro de 2001, Enders junto com o guitarrista Jim Sacco, o baixista Sergio Anello e o baterista Jeff Kummer formaram o The Early November. Em 2004, Enders começou seu próprio projeto solo, lançando o álbum "I Can Make a Mess Like" em 26 de outubro de 2004.

### Ace Enders and a Million Different People

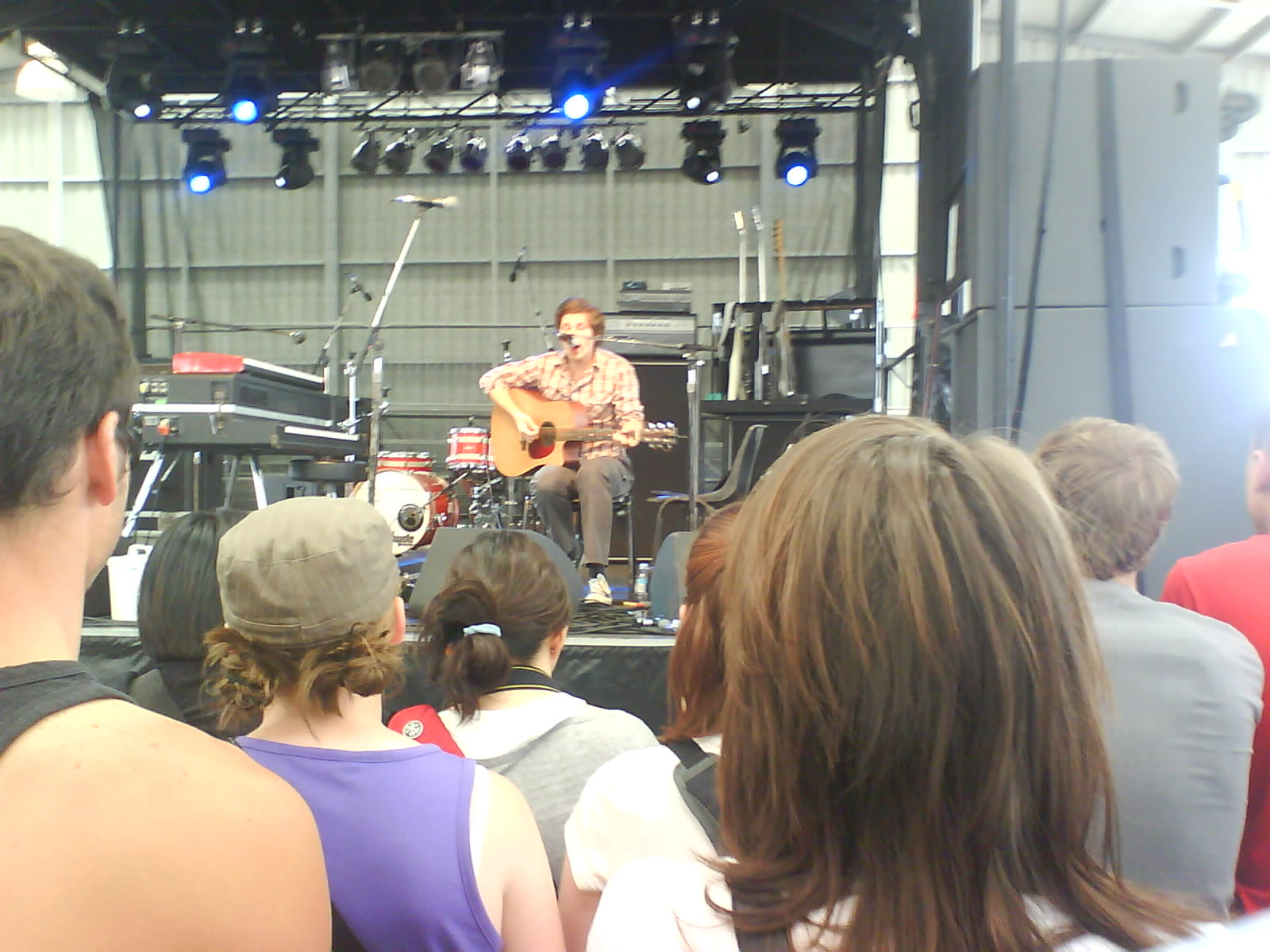
Enders performando no Australian Music Festival, Soundwave, em Melbourne, 2009.

Ace Enders anunciou a Alternative Press que ele planejava gravar um álbum solo, e começou um novo projeto chamado Ace Enders and Million Different People. Depois de um estúdio de gravação ter sido construído no porão de um shoping center, Enders assinou contrato com o técnico Lucas Keller para trabalhar no Ace Enders and Million Different People. Ele abriu para a turnê completa dos Angels e Airwaves nos Estados Unidos no início de 2008.

### Retorno ao I Can Make a Mess
Enders lançou seu segundo álbum com o I Can Make a Mess Nobody's Business em 23 de março de 2010, intitulado "The World We Know". Um videoclipe foi feito para a música "Old Man...".
Em 16 de setembro, Enders lançou o terceiro álbum do Mess, "Dust'n Off the Guitar". O álbum apresenta versões refeitas de muitas músicas do Early do ínicio de novembro, bem como algumas músicas do Ace Enders and A Million Different People. Em 15 de dezembro, Enders lançou um EP orientado para o natal intitulado "Happy Christmas". O EP contém, além de covers e remixes do The Early November, um cover de uma música de Charles Bronw.
Juntamente com o The Early November, a banda assinou contrato com a Rise Records em 2013. Enquanto que o I Can Make a Mess Nobody's Business teve o nome encurtado para "I Can Make a Mess". Enders realizou uma turnê em 2013, com o The Early November e o I Can Make a Mess.

## Outros projetos
Ace Enders dirige um estúdio em sua cidade natal (Hammonton) chamado The Living Room. Ace gravou bandas como Young Statues, Lift the Decade, Bombardie To Pilot, Backseat Goodbye, Move Out West, Ambition, Pines, Aaron West (entre muitas mais).

## Vida pessoal
Ace casou-se com sua namorada de longa data Jenn Rock em maio de 2006. Eles tem dois filhos, Arthur "Artie" Carl Enders (nascido em 10 de setembro de 2009) e Ivy Cynthia Enders (nascida em 25 de outubro de 2011).

## Discografia

### The Early November

#### Álbuns
- The Room's Too Cold (2003) US #107
- The Mother, the Mechanic, and the Path (2006) US #31
- In Currents (2012) #43
- Imbue (2015)
- Fifteen Years (2017)

#### Extended plays
- The 5 Song EP (2001)
- So is This Fun? (2002)
- For All of This (2002)
- The Acoustic EP]] (2002)
- The Early November/I Am the Avalanche (2005)

### I Can Make a Mess Like Nobody's Business
- I Can Make a Mess Like (2004)
- Their cover of the song "Positively 4th Street" appears on Listen to Bob Dylan: A Tribute (2005), a tribute album.
- The World We Know (2010)
- Dust'n Off The Ol' Guitar (2010)
- Happy Christmas (2010)
- Gold Rush (2011)
- Enola (2013)
- Growing In (2014)

### Ace Enders and a Million Different People

#### Álbuns de estúdio
- The Secret Wars (2008)
- When I Hit the Ground (2009)

#### Extended plays
- Australian EP (2009)

#### Colaboração
- The Lost Album (2008)

### Outros trabalhos

#### Fatored In
- "Please Me" by Car Party[13]
- "These Are The Days" by Just Left
- "On My Own" by Just Surrender
- "The Place You Love" by Have Mercy
- "Heaven Sent" by Front Porch Step